# Торп, Джим
Джакобус Франсискус Торп (англ. Jacobus Franciscus Thorpe, сок-фокс Уа-То-Хак (Wa-Tho-Huk); не ранее 22 мая 1887 и не позднее 28 мая 1888, Prague, Индейская территория — 28 марта 1953, Ломита, Калифорния) — американский спортсмен, легкоатлет (бег, прыжки в длину, высоту и с шестом, метание диска и копья, толкание ядра, пятиборье, десятиборье), принимал участие также в соревнованиях по баскетболу, бейсболу, американскому футболу (на профессиональном уровне), хоккею, плаванию, теннису, боксу, стрельбе из лука. Двукратный победитель летних Олимпийских игр 1912 года.

## Биография
Сведения о дате рождения, об имени, данном при рождении, и об этническом происхождении Торпа противоречивы, так как его свидетельство о рождении было утеряно. В основном источники сходятся на том, что он родился от отца, который имел смешанное ирландско-индейское происхождение (группа племён сауков и фоксов) и от матери, в которой текла французская и индейская кровь (она была потомком вождя племени Потаватоми). Оба его родителя, как и он сам, были католиками.
Торп рос как член племени индейцев, к которому принадлежали предки его отца, учился в школе для индейцев. В 1904 он поступил в Индейскую промышленную школу в Карлейсле, Пенсильвания (где впервые проявились его способности как атлета), но был вынужден временно бросить учёбу после смерти отца. Впоследствии он вернулся в школу и продолжил там свои занятия спортом.

## Спортивная карьера

### Победа на Олимпийских играх

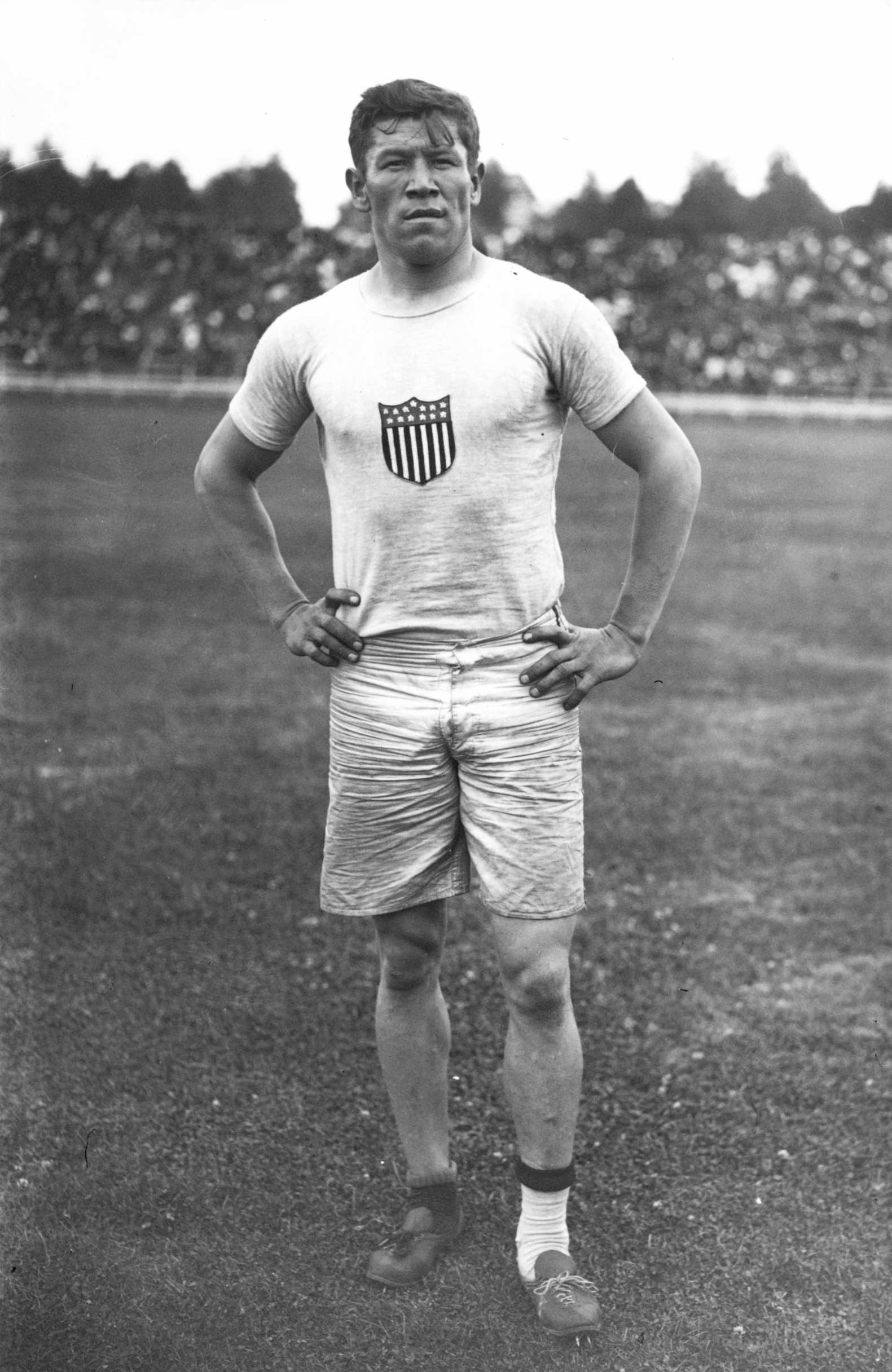
Торп на летних ОИ 1912 года

Торп выиграл две золотые медали по легкоатлетическому пятиборью (которое состояло из прыжков в длину, метания копья и диска, а также бега на 200 и 1500 метров) и десятиборью (аналогичному современному) на летних Олимпийских играх 1912 года в Стокгольме. В общем итоге он выиграл 8 из 15 дисциплин этих видов. Его отрыв от второго места в десятиборье составил более 700 очков, а установленный рекорд — 8413 очков — превосходил предыдущий рекорд на 998 очков и продержался более двух десятилетий. Кроме этого, он занял 4-е место в прыжках в высоту и 7-е — в прыжках в длину.
Данный результат получил широкий общественный резонанс. Существует легенда, что, когда шведский король Густав вручал Торпу золотую медаль вместе с бюстом (специальным королевским призом за победу в десятиборье), он сказал: «Сэр, вы самый великий атлет мира». На что Торп, по легенде, ответил «Благодарю вас, король». Данная легенда, однако, не подтверждается современными ей источниками, впервые она появилась в 1940-е годы. За победу в пятиборье Торп тоже получил специальный приз, который презентовал царь Николай II.
Известно, что, поскольку легкоатлетические туфли Торпа были украдены перед самыми стартами, он был вынужден выступать (и выиграл обе медали) в двух туфлях от разных пар, найденных в мусорной корзине. Эти туфли можно увидеть на его снимке 1912 года, при этом видно также, что ему пришлось надеть дополнительные носки на одну из ног, так как одна из туфель была очень велика.

### Дисквалификация
Олимпийские медали спортсмена были отобраны Международным олимпийским комитетом в 1913 году, когда раскрылся факт, что Торп играл в бейсбол на полупрофессиональном уровне в течение двух сезонов до выступления на Играх, получая деньги после матчей (на то время в Олимпийских играх разрешали участвовать лишь любителям). Данное решение вызвало споры, которые продлились почти 70 лет. Позднее многие специалисты пришли к выводу, что лишение медалей имело дискриминационный характер, ибо Торп был частично индейцем по национальности.
Президент МОК в 1952—1972 годах Эвери Брендедж, который категорически противился восстановлению прав Торпа все годы своего пребывания в должности (мотивируя это тем, что «незнание не освобождает от ответственности»), выступал за США на тех же олимпийских соревнованиях по легкоатлетическому пятиборью и десятиборью в 1912 году, которые выиграл Торп.

### Бейсбол
Выступал как профессионал до 41 года. Играя в бейсбол, Торп 6 лет провёл, выступая на позиции аутфилдера, в командах «Нью-Йорк Джайентс», «Цинциннати Редс», «Бостон Брэйвс». В 1916 году футбольная команда Торпа «Кантон Бульдогс» выиграла первое из трёх неофициальных национальных званий чемпиона. В то время он был первым президентом существующей сейчас Национальной футбольной лиги.

## Смерть и перезахоронение
Спортсмен скончался от последствий сердечных приступов 28 марта 1953 года в своём доме в Ломите, Калифорния. Тело было перевезено и захоронено в Шони, штат Оклахома. Общественность искала возможность создания мемориала и парка, но власти медлили с финансированием. Третья жена спортсмена, Патрисия, узнала, что городок Мок-Чанк в Пенсильвании ищет способы привлечения бизнеса. Патрисия обратилась к властям городка с предложением о переносе останков мужа. И уже в 1954 году городские власти перенесли останки, сделали мемориал (мавзолей), а сам Мок-Чанк был переименован в Джим-Торп (хотя сам спортсмен никогда там не бывал). Ныне это окружной центр округа Карбон.

## Восстановление в правах
В 1983 году Торп был официально восстановлен в правах олимпийского чемпиона. Поскольку на тот момент официального разрешения на выступление профессиональных спортсменов в Играх всё ещё не существовало, формальным основанием для восстановления в правах был тот факт, что дисквалификация состоялась больше чем через полгода после соревнований, тогда как правила 1912 года давали на вынесение подобных решений не более 30 дней. Официальное разрешение на участие профессионалов в Играх было принято только перед Олимпийскими играми 1988 года.
В 2022 году после получения разрешения от олимпийских комитетов Швеции и Норвегии, чьи спортсмены формально получили золотые медали в соответствующих дисциплинах после дисквалификации Торпа, Олимпийский комитет принял решение отображать Джима Торпа как единственного победителя соревнований.

## Признание заслуг

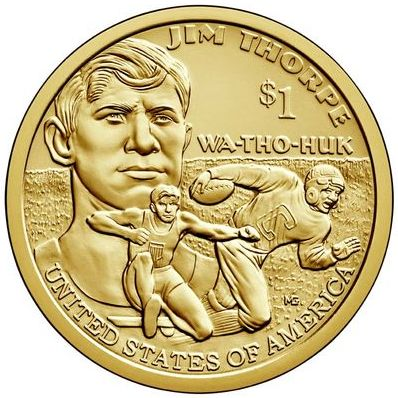
Реверс монеты с изображением Торпа

По результатам опроса, проведённого американским телеканалом ABC Sports, Торп был признан величайшим атлетом XX века. Среди конкурентов были Мохаммед Али, бейсболист Бейб Рут, Джесси Оуэнс, Уэйн Гретцки, гольфист Джек Никлаус, Пеле, Вильма Рудольф, Мартина Навратилова, Джекки Джойнер-Керси и Майкл Джордан.
История жизни Торпа была экранизирована в фильме 1951 года «Джим Торп: настоящий американец», где снялся Берт Ланкастер.
В США была выпущена почтовая марка с Торпом.
В 2018 году в серии Коренные американцы выпущена памятная однодолларовая монета с изображением Торпа на реверсе.
В 2024 году Джим Торн посмертно награждён президентской медалью Свободы.